# Arthritica bifurca
Arthritica bifurca är en musselart som först beskrevs av Webster 1908.  Arthritica bifurca ingår i släktet Arthritica och familjen Lasaeidae. Inga underarter finns listade i Catalogue of Life.